# District de Mbini
Pour les articles homonymes, voir Mbini.
Le district de Mbini  (en espagnol : distrito de Mbini) est un district de Guinée équatoriale, constitué par la partie centrale de la Province du Littoral, dans la région continentale de la Guinée équatoriale. Il a pour chef-lieu la ville de Mbini. Le recensement de 1994 y a dénombré 14 034 habitants.